# 中国人民解放军陆军大凉山合同战术训练基地
中国人民解放军陆军大凉山合同战术训练基地，位于四川省凉山彝族自治州喜德县和越西县间的小相岭余脉——瓦吉木梁子上、西至龙塘沟，是隶属中国人民解放军西部战区陆军的训练基地，系全解放军最大的山地训练基地，分为五个训练场，海拔2300米至3200米。

## 沿革
2000年春，大凉山训练基地建成。大凉山训练基地是21世纪初中国人民解放军组建的合同战术训练基地之一，起初隶属成都军区。
2000年大凉山训练基地建成之初，拥有一座包括1个导调大厅、6个训练厅的导调大楼，并且搭建了12个网络系统。但当年到该基地训练的却仅有数量很少的兵种部队，主要是来实弹射击。该基地司令员张培敏在基地党委会上提出应主动向上级要任务。随后，该基地向成都军区上报了一份组织某师来基地开展检验性演习的报告。同年10月，经成都军区批复同意，某师在大凉山训练基地举行信息化条件下实兵实装实弹检验性演习。从此大凉山训练基地不断发展。2004年，中国人民解放军总装备部和某军事院校联合研发出“部队演习评估系统”，该基地迅速选派业务干部到北京学习，半年后便掌握了这套系统，并应用于演习评估中，成为中国人民解放军第一家运用“演习评估系统”对部队演习开展定量评估的单位。后来该基地又与某科研所合作，研制出移动导调系统。
基地自组建之后，探索出了高寒山地作战训练的路径。在组织对抗演练中，该基地实行红、蓝、导三方分离的自主对抗，并加强对作战数据的采集管理工作。2013年，该基地增设了环境构设、导调等新型作战力量，全场覆盖复杂电磁干扰。该基地还探索部队首长机关实战化训练。
2015年，训练基地修建通往越西县书古镇巴觉尔村和喜德县贺波洛乡塔青村的公路，以改善训练场进场运输条件。
2016年，在深化国防和军队改革中，大凉山训练基地由中国人民解放军成都军区转隶中国人民解放军西部战区陆军。

## 历任领导
| 司令员 - 张培敏大校（2000年—？） …… | 政治委员 |